# Referendum in Lettonia del 2007
I referendum in Lettonia del 2007 si svolsero il 7 luglio 2007 per abrogare due disegni di legge in materia di sicurezza nazionale.
La consultazione era stata indetta dopo che il presidente della repubblica si era rifiutato di firmare le leggi, rivendicando la possibile influenza degli oligarchi sulla sicurezza nazionale lettone, e dopo che erano state raccolte 212.000 firme, soddisfacendo il requisito di circa 150.000 firme (un decimo dell'elettorato). Sebbene il referendum non sia riuscito a raggiungere il quorum di 453.730 voti, i risultati hanno mostrato una massiccia disapprovazione degli emendamenti.

## Contesto
Il Presidente della Lettonia ha il potere, come stabilito dalla Costituzione della Lettonia, di chiedere che il Saeima riconsideri una legge; se il Saeima non modifica la legge, il presidente deve firmarla o sospendere la legge per due mesi. Dopo questo periodo la legge deve essere proclamata o sottoposta a referendum nazionale, se il 10% dell'elettorato lo richiede.
Il presidente Vaira Vīķe-Freiberga ritenne che gli emendamenti alle leggi sulla sicurezza nazionale potessero costituire una minaccia alla sicurezza nazionale. Ritornate le leggi in parlamento per la seconda lettura, il Saeima non le ha modificate, costringendo il presidente ha usato il suo potere per sospendere le leggi per due mesi. Il presidente riteneva infatti aver concesso ai dipendenti delle organizzazioni che regolano l'accesso alle informazioni riservate il diritto di concedere tale permesso a se stessi, il che potrebbe comportare che alcuni gruppi e individui abbiano la capacità di manipolare le informazioni nei propri interessi. Dopo la sospensione, il Saeima ha modificato le leggi come originariamente richiesto dal presidente, e i leader della coalizione di governo hanno affermato che non c'era bisogno di un referendum dato che gli emendamenti originari erano già stati esclusi e sarebbero entrati in vigore solo per un giorno. Tuttavia, ciò ha portato a richiami dei cittadini a esercitare il loro diritto di voto e alla speculazione che il presidente potesse sciogliere il Saeima. Pertanto, il referendum è stato visto ufficiosamente come un referendum sulle dimissioni del governo di Kalvītis e come un'occasione per mostrare sostegno al presidente, che, per coincidenza, ha lasciato l'incarico il giorno in cui si è svolto il referendum, piuttosto che come un referendum sulla emendamenti alle leggi sulla sicurezza.

## Aspetti legali
Dato che il Saeima aveva già annullato le leggi, se non ci fosse stato il referendum, trascorso il periodo di sospensione, le leggi sarebbero entrate in vigore per un giorno; lo stesso sarebbe accaduto se una maggioranza avesse votasse "contro" l'abrogazione delle leggi. Tuttavia, se una maggioranza avesse votato a favore dell'abrogazione delle leggi, il Saeima non sarebbe stato in grado di riapprovare le stesse disposizioni fino alla fine della legislatura parlamentare. Inoltre, perché il referendum fosse valido, era necessario che venisse espresso almeno la metà dei voti delle ultime elezioni di Saeima, ovvero circa 450.000 voti.

## Risultati
Il referendum non ha ottenuto il quorum di 453.730 voti. Peraltro, i risultati hanno mostrato una massiccia disapprovazione degli emendamenti.
Sei favorevole all'abrogazione della legge “Modifiche alla Legge sulla Sicurezza Nazionale” del 1 marzo 2007?
| Per        | 326.479 | 96,49%   |
| Contro     | 10.207  | 3,02%    |
| Non valido | 1.662   | 0.49 %   |
| Totale     | 338.348 | 100.00 % |

Sei favorevole all'abrogazione della legge “Modifiche alla Legge sulle Autorità per la Sicurezza dello Stato” del 1 marzo 2007?
| Per        | 326.189 | 96,41%   |
| Contro     | 10.459  | 3,09%    |
| Non valido | 1,694   | 0,50%    |
| Totale     | 338.342 | 100.00 % |